# 岳家小将
《岳家小将》（英語：Yue jia xiao jang）是在1984年上映的一部中國电影，由王芝瑜执导，该作主要讲述的是岳飞的五个孩子以及其家人一起反抗金軍的故事。

## 剧情介绍
南宋时期，金军入侵，而后岳飞带领岳家军去反抗金军，但是最后却被围困，之后他的五个儿子知道后决定带兵去帮助父亲，但是在这之中，他们却意外的遇到了金国公主，不过他们对此却也没有为难这个公主，而是把她放了回去。
在这之后，金国公主为了保护岳云等人，于是被金国王子错杀……

## 演员
- 寻峰
- 魏巍
- 张安继
- 黄骏
- 沈炜
- 崔月明